# Шалангуш
Шалангуш (мар. Шолангуш) — деревня в Звениговском районе Республики Марий Эл России. Входит в состав Красноярского сельского поселения.

## География
Деревня находится в южной части республики, в зоне хвойно-широколиственных лесов, на левом берегу протоки Шалангуш реки Волги, к западу от автодороги 88К-012, на расстоянии примерно 3 километров (по прямой) к северо-западу от города Звенигова, административного центра района. Абсолютная высота — 59 метров над уровнем моря.

### Климат
Климат характеризуется как континентальный, умеренно влажный. Среднегодовая температура воздуха — 2,3 °С. Средняя температура воздуха самого тёплого месяца (июля) — 18,2 °C (абсолютный максимум — 38 °C); самого холодного (января) — −13,7 °C (абсолютный минимум — −47 °C). Среднегодовое количество атмосферных осадков составляет 491 мм, из которых 352 мм выпадает в период с апреля по октябрь.

### Часовой пояс
Деревня Шалангуш, как и вся Марий Эл, находится в часовой зоне МСК (московское время). Смещение применяемого времени относительно UTC составляет +3:00.

## Население
| 2002 | 2010 |
| ---- | ---- |
| 31   | ↗59  |

### Национальный состав
Согласно результатам переписи 2002 года, в национальной структуре населения марийцы составляли 84 % из 31 чел.

## Известные уроженцы
Тайгильдин Георгий Валерианович (род. 1942) —  советский и российский художник-график, живописец, педагог, член Союза художников России. Художественный редактор Марийского книжного издательства (1979―1990). Заслуженный художник Республики Марий Эл (2001). Дважды дипломант Всероссийского конкурса «Искусство книги» (1984, 1988).